# Chlamydomonas sanguinea
Chlamydomonas sanguinea là một loài tảo trong họ Chlamydomonadaceae, thuộc chi Chlamydomonas.